# Bantouzelle
Bantouzelle est une commune française située dans le département du Nord, en région Hauts-de-France.

## Géographie

### Localisation
Bantouzelle est un village du sud du département du Nord, proche de celui de l'Aisne, situé sur la rive droite de l'Escaut naissant, à 13 km au sud de Cambrai, 44 km au sud-ouest de la frontière Franco-belge, 24 km à ;l'ouest du Cateau-Cambrésis, 26 km au nord de Saint-Quentin, 26 km au nord-ouest de Péronne et 39 km au sud-est d'Arras.
Il est desservi par l'ancienne route nationale 44 (actuelle RD 644) qui le relie à Cambrai et Saint-Quentin. 
.

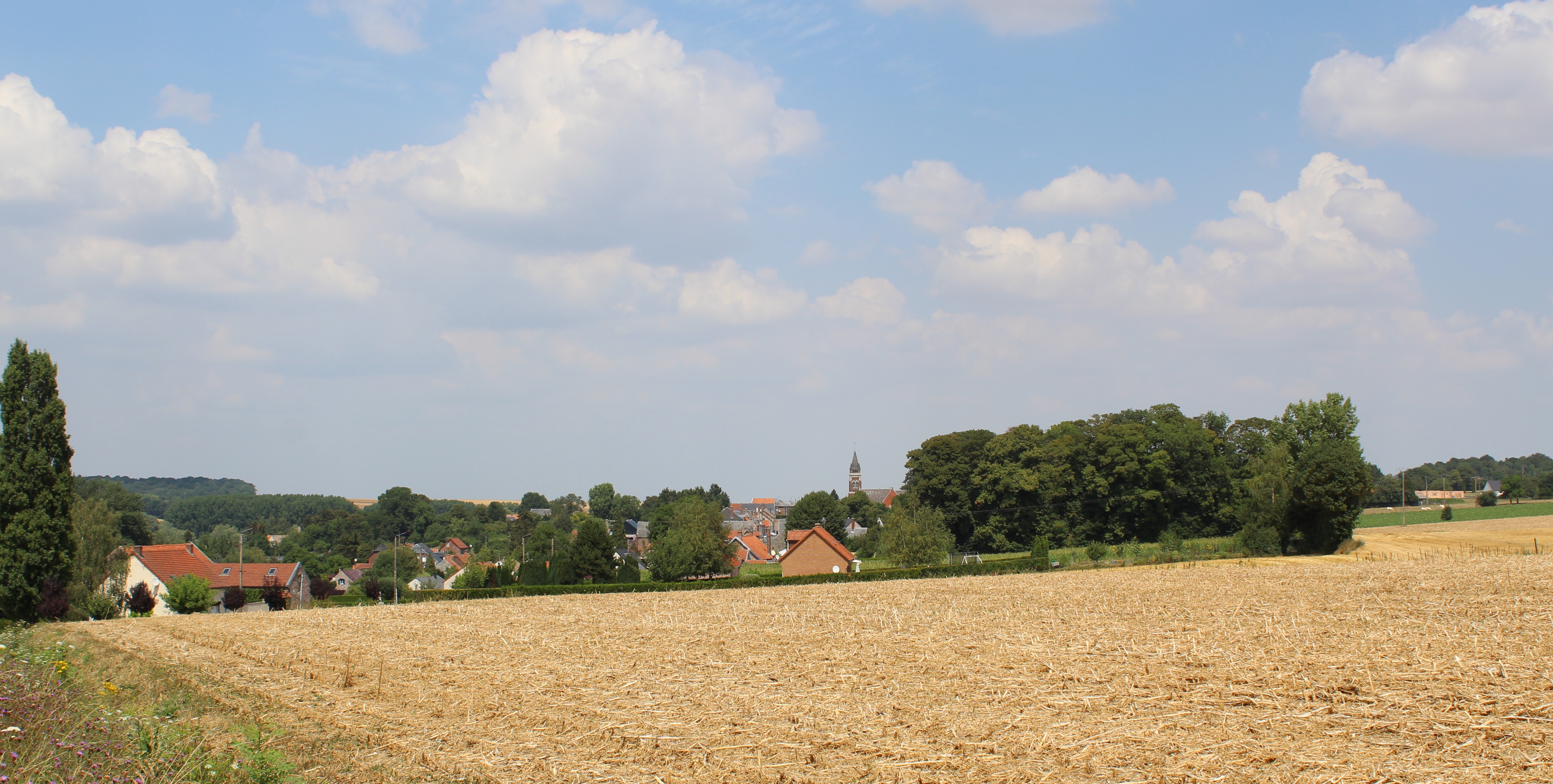
Panorama du village.
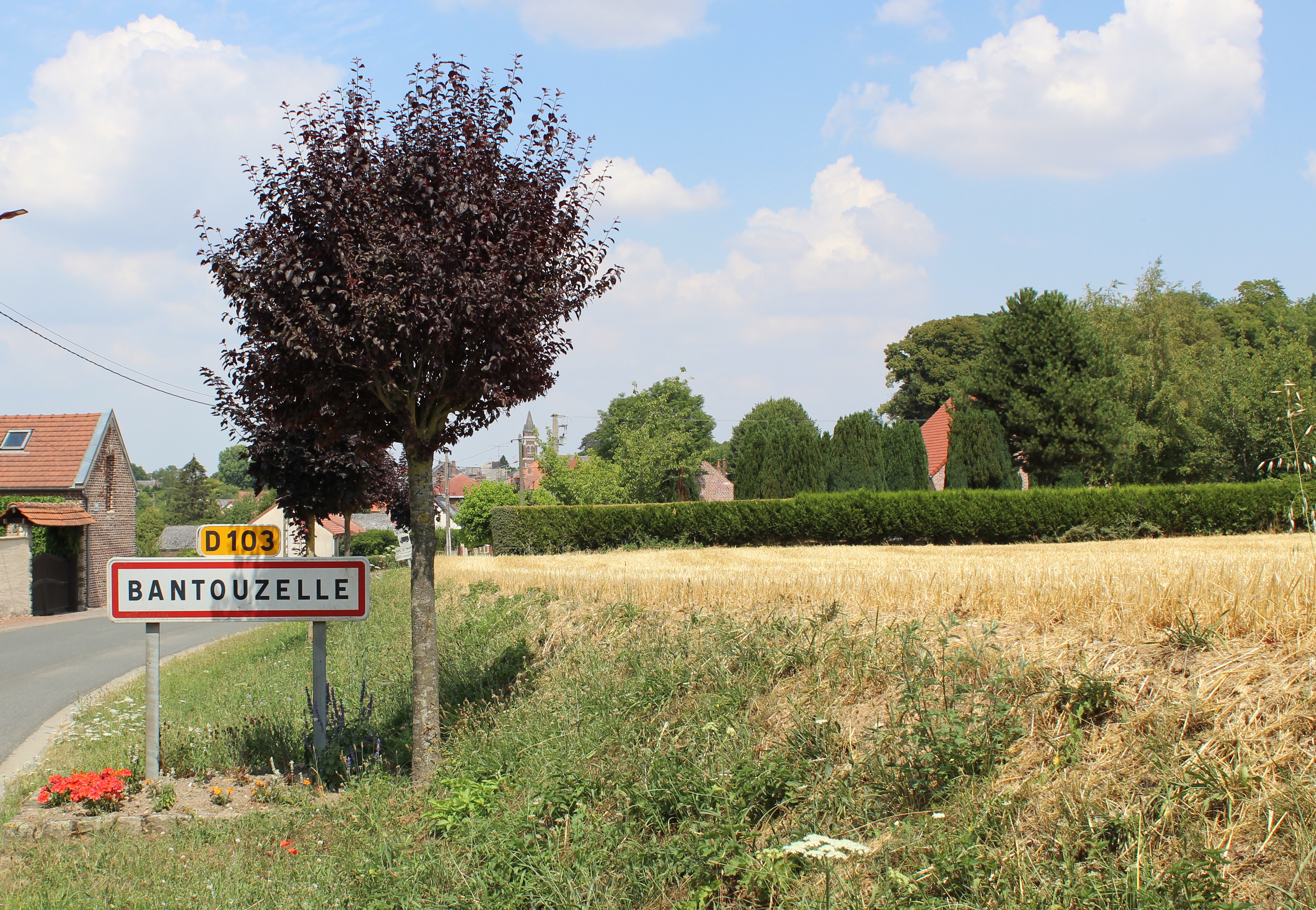
Entrée du village.

### Communes limitrophes
| Banteux               | Les Rues-des-Vignes   | Les Rues-des-Vignes    |
| Banteux               | Bantouzelle           | Crèvecœur-sur-l'Escaut |
| Honnecourt-sur-Escaut | Honnecourt-sur-Escaut | Les Rues-des-Vignes    |

### Hydrographie

#### Réseau hydrographique
La commune est située dans le bassin Artois-Picardie. Elle est drainée par la rivière Escaut, le canal de St-Quentin vers l'Escaut canalisée et le Bosquet,,.
La Rivière Escaut, d'une longueur de 30 km, prend sa source dans la commune de Honnecourt-sur-Escaut et se jette  dans l'Escaut canalisée à Neuville-Saint-Rémy, après avoir traversé 13 communes.
Le canal de Saint-Quentin, long de 92,5 km, assure la jonction entre l'Oise, la Somme et l'Escaut et met en relation le Bassin parisien, le Nord de la France et la Belgique.

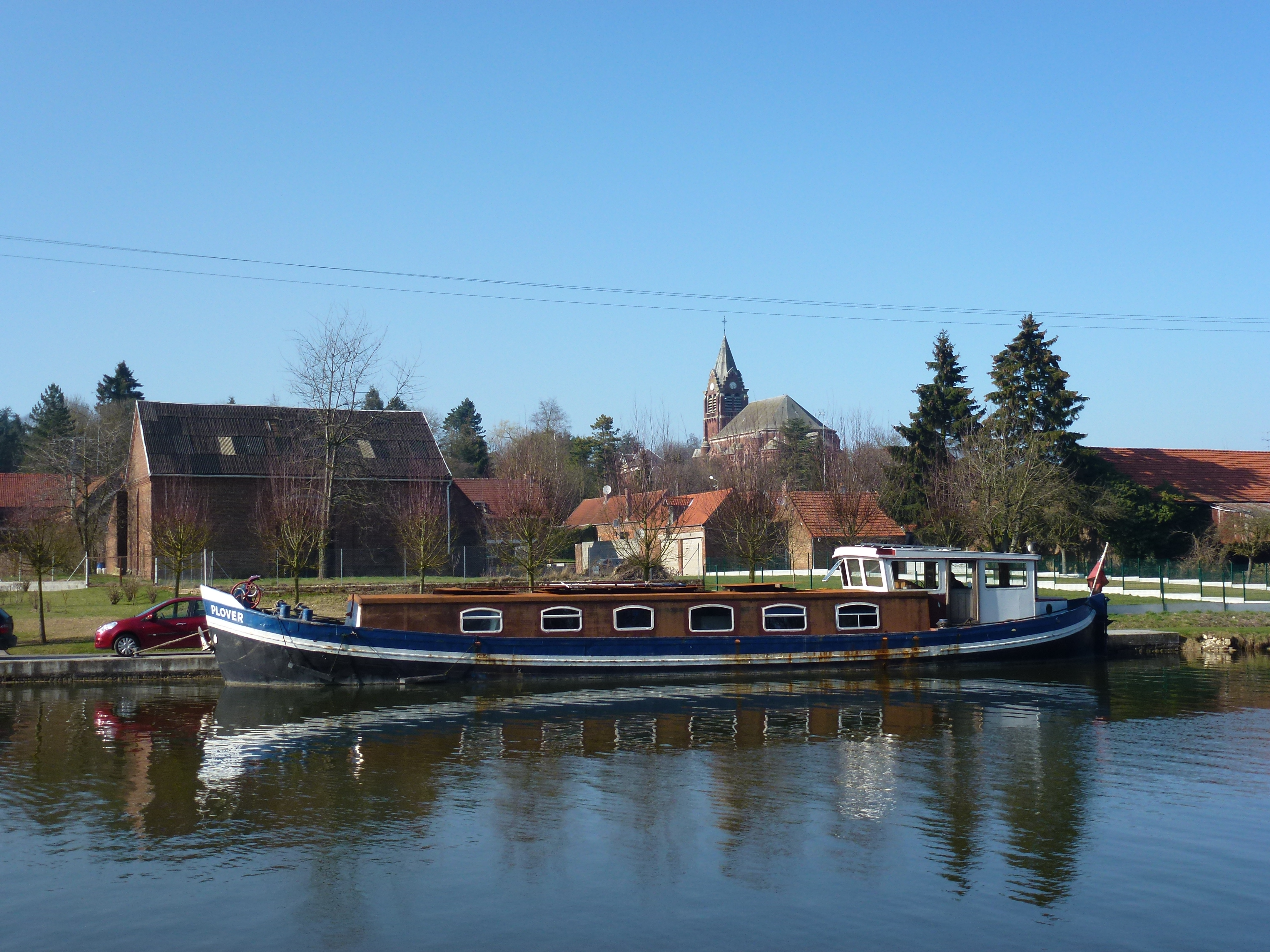
Le Canal de Saint-Quentin
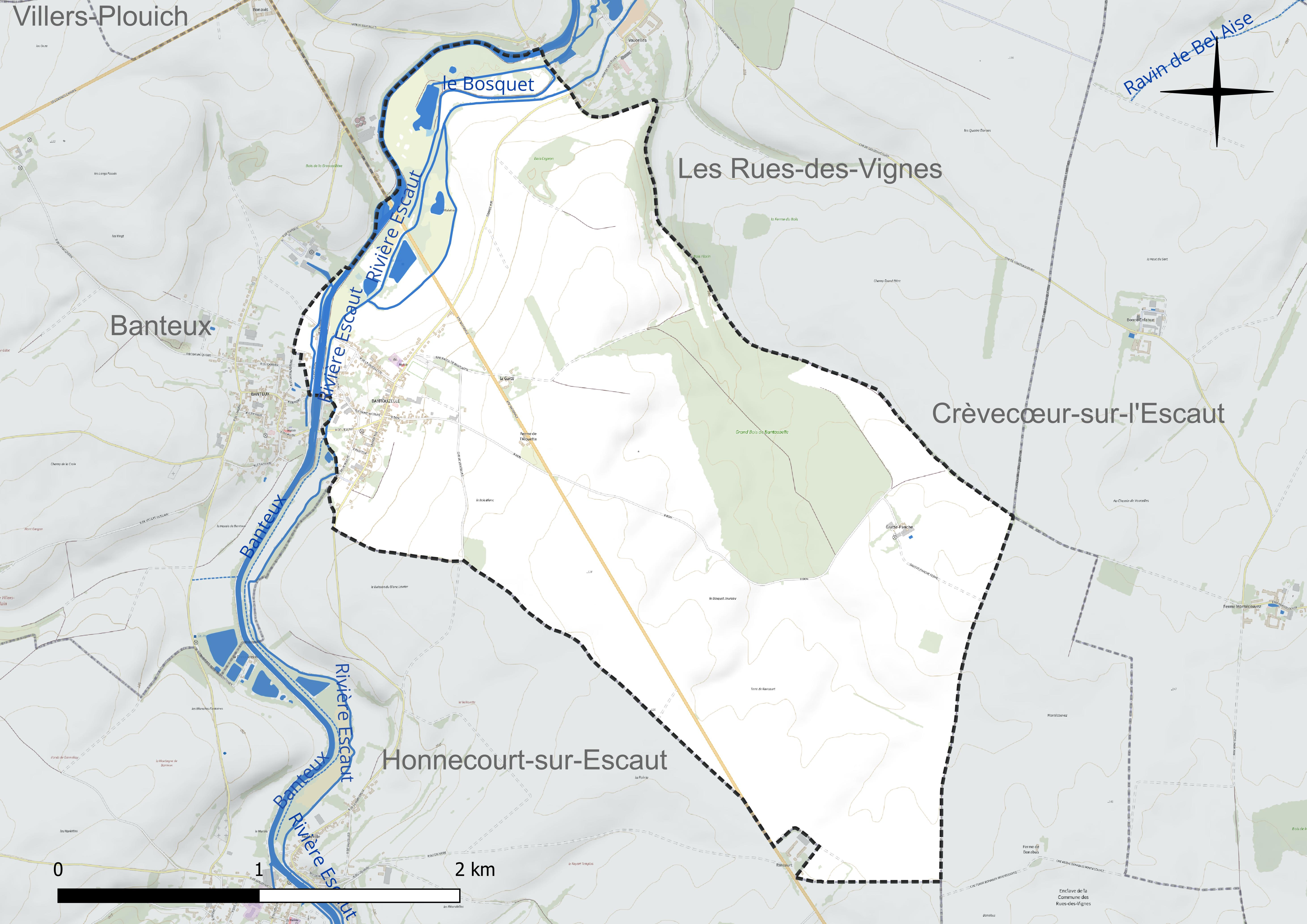
Réseau hydrographique de Bantouzelle.

#### Gestion et qualité des eaux
Le territoire communal est couvert par le schéma d'aménagement et de gestion des eaux (SAGE) « Escaut ». Ce document de planification concerne un territoire de 2 005 km2 de superficie, délimité par le bassin versant de l'Escaut. Le périmètre a été arrêté le 9 juin 2006 et le SAGE proprement dit a été approuvé le 13 juillet 2021. La structure porteuse de l'élaboration et de la mise en œuvre est le syndicat mixte Escaut et Affluents (SyMEA).
La qualité des cours d'eau peut être consultée sur un site dédié géré par les agences de l'eau et l'Agence française pour la biodiversité.

### Climat
Pour des articles plus généraux, voir Climat des Hauts-de-France et Climat du Nord.
En 2010, le climat de la commune est de type climat océanique dégradé des plaines du Centre et du Nord, selon une étude du CNRS s'appuyant sur une série de données couvrant la période 1971-2000. En 2020, Météo-France publie une typologie des climats de la France métropolitaine dans laquelle la commune est exposée à un climat océanique et est dans la région climatique Nord-est du bassin Parisien, caractérisée par un ensoleillement médiocre, une pluviométrie moyenne régulièrement répartie au cours de l'année et un hiver froid (3 °C).
Pour la période 1971-2000, la température annuelle moyenne est de 10,3 °C, avec une amplitude thermique annuelle de 14,4 °C. Le cumul annuel moyen de précipitations est de 708 mm, avec 11,9 jours de précipitations en janvier et 9,1 jours en juillet. Pour la période 1991-2020, la température moyenne annuelle observée sur la station météorologique la plus proche, située sur la commune de Douai à 36 km à vol d'oiseau, est de 11,0 °C et le cumul annuel moyen de précipitations est de 729,2 mm,. Pour l'avenir, les paramètres climatiques de la commune estimés pour 2050 selon différents scénarios d'émission de gaz à effet de serre sont consultables sur un site dédié publié par Météo-France en novembre 2022.

## Urbanisme

### Typologie
Au 1er janvier 2024, Bantouzelle est catégorisée commune rurale à habitat dispersé, selon la nouvelle grille communale de densité à sept niveaux définie par l'Insee en 2022.
Elle est située hors unité urbaine. Par ailleurs la commune fait partie de l'aire d'attraction de Cambrai, dont elle est une commune de la couronne,. Cette aire, qui regroupe 64 communes, est catégorisée dans les aires de 50 000 à moins de 200 000 habitants,.

### Occupation des sols
L'occupation des sols de la commune, telle qu'elle ressort de la base de données européenne d'occupation biophysique des sols Corine Land Cover (CLC), est marquée par l'importance des territoires agricoles (75,2 % en 2018), une proportion identique à celle de 1990 (75,2 %). La répartition détaillée en 2018 est la suivante : 
terres arables (75,2 %), forêts (19,9 %), zones urbanisées (5 %). L'évolution de l'occupation des sols de la commune et de ses infrastructures peut être observée sur les différentes représentations cartographiques du territoire : la carte de Cassini (XVIIIe siècle), la carte d'état-major (1820-1866) et les cartes ou photos aériennes de l'IGN pour la période actuelle (1950 à aujourd'hui).

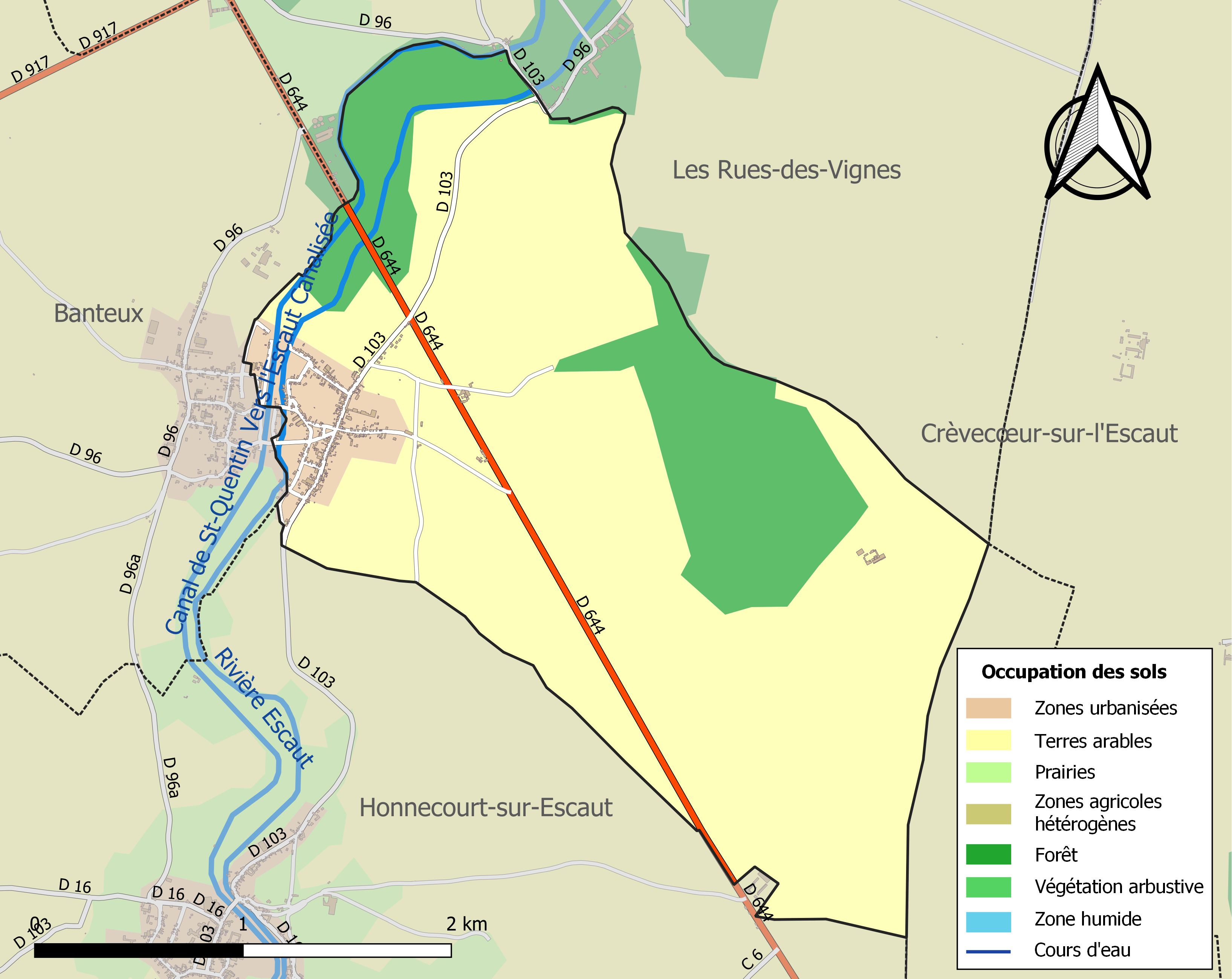
Carte des infrastructures et de l'occupation des sols de la commune en 2018 (CLC).

### Habitat et logement
En 2019, le nombre total de logements dans la commune était de 198, alors qu'il était de 192 en 2014 et de 181 en 2009.
Parmi ces logements, 85,9 % étaient des résidences principales, 2 % des résidences secondaires et 12,1 % des logements vacants. Ces logements étaient pour 99,5 % d'entre eux des maisons individuelles et pour 0 % des appartements.
Le tableau ci-dessous présente la typologie des logements à Bantouzelle en 2019 en comparaison avec celle du Nord et de la France entière. Une caractéristique marquante du parc de logements est ainsi une proportion de résidences secondaires et logements occasionnels (2 %) supérieure à celle du département (1,6 %) et à celle de la France entière (9,7 %). Concernant le statut d'occupation de ces logements, 81,2 % des habitants de la commune sont propriétaires de leur logement (79,5 % en 2014), contre 54,7 % pour le Nord et 57,5 pour la France entière.
| Typologie                                               | Bantouzelle | Nord | France entière |
| ------------------------------------------------------- | ----------- | ---- | -------------- |
| Résidences principales (en %)                           | 85,9        | 90,6 | 82,1           |
| Résidences secondaires et logements occasionnels (en %) | 2           | 1,6  | 9,7            |
| Logements vacants (en %)                                | 12,1        | 7,8  | 8,2            |

### Voies de communication et transports
La commune est desservie par le réseau de transports urbains de la Communauté d'agglomération de Cambrai appelé TUC (Transports Urbains du Cambrésis), par la ligne 13,. La ligne S120 permet de rejoindre le collège de secteur à Gouzeaucourt.

## Toponymie
Le nom du village dériverait du celtique bant, marais, et de Zelle, une terre creusée. Le nom signifierait alors les marais en contrebas

## Histoire

### Antiquité
Des tombeaux datables de l'époque gallo-romaine ont été découverts dans le territoire communal, attestant l'ancienneté de l'occupation du lieu.

### Moyen Âge
Le premier document connu mentionnant Bantouzel est une lettre de 1095 de l'évêque de Cambrai[réf. nécessaire].

### Temps modernes
Bantouzelle dépendait, avant la Révolution française, de la province du Cambrésis

### Révolution française et Empire
Le 27 avril 1810, l'empreur Napoléon Ier et sa femme, l'impératrice Marie-Louise inaugurent à Bantouzelle le Canal de Saint-Quentin à bord d'une gondole richement décorée qui les transportent à Cambrai.

### Époque contemporaine
En 1893 est mentionné un pèlerinage à la Vierge Marie dans une chapelle de la commune.

#### Première Guerre mondiale
Bantouzel est sous occupation allemande pendant la Première Guerre mondiale où elle sert- de lieu de repos et de soins aux soldats, puis elle est intégrée à la Ligne Hindenburg à l'automne 1916 pour laquelle des blockhaus sont construits.
La ferme Franqueville, construite en 1852 en style XVIIIe siècle pour Auguste Bricout, marchand de charbon, puis utilisée comme brasserie qui fonctionne jusqu'en 1910, sert de Kommandantur, mais est gravement endommagée en 1917.
Les combats de la Bataille de Cambrai de septembre 1918 détruisent le village, qui est décoré de la Croix de guerre 1914-1918, le 16 septembre 1920.
Après la guerre, la propriétaire de la ferme Franqueville  fait restaurer la maison d'habitation dont le fronton  comporte un cadran solaire orné de l'inscription Horas non numero nisi serenas (Je n'énumère que les heures sereines).

## Politique et administration

### Rattachements administratifs et électoraux

#### Rattachements administratifs
La commune se trouve dans l'arrondissement de Cambrai du département du Nord.
Elle faisait partie depuis 1802 du canton de Marcoing. Dans le cadre du redécoupage cantonal de 2014 en France, cette circonscription administrative territoriale a disparu, et le canton n'est plus qu'une circonscription électorale.

#### Rattachements électoraux
Pour les élections départementales, la commune est membre depuis 2014 du  canton du Cateau-Cambrésis
Pour l'élection des députés, elle fait partie de la dix-huitième circonscription du Nord.

### Intercommunalité
Bantouzelle était membre de la communauté de communes des Hauts du Cambrésis, un établissement public de coopération intercommunale (EPCI) à fiscalité propre créé en 1993 et auquel la commune avait transféré un certain nombre de ses compétences, dans les conditions déterminées par le code général des collectivités territoriales.
Cette intercommunalité est supprimée le 1er janvier 2013 et, contrairement aux autres communes qui intègrent la communauté d'agglomération de Cambrai, Bantouzelle rejoint alors la petite communauté de communes de la Vacquerie.
Dans le cadre des dispositions de la loi portant nouvelle organisation territoriale de la République du 7 août 2015, qui prévoit que les établissements publics de coopération intercommunale (EPCI) à fiscalité propre doivent avoir un minimum de 15 000 habitants, cette intercommunalité fusionne le 1er janvier 2017 au sein de la communauté d'agglomération de Cambrai dont est désormais membre la commune.

### Liste des maires
| Période                                  | Période                         | Identité            | Étiquette | Qualité                                          |
| ---------------------------------------- | ------------------------------- | ------------------- | --------- | ------------------------------------------------ |
| Les données manquantes sont à compléter. |                                 |                     |           |                                                  |
| avant 1802                               | 1808                            | J. B. Bident        |           |                                                  |
| Les données manquantes sont à compléter. |                                 |                     |           |                                                  |
| octobre 1983                             | mars 2008                       | Didier Franqueville | Libéral   | Agriculteur                                      |
| mars 2008                                | En cours (au 13 septembre 2022) | Sylviane Maur       |           | Cadre retraitée Réélue pour le mandat 2020-2026, |

## Équipements et services publics
La mairie s'est implantée dans un nouveau bâtiment, 81 Grand'Rue, décoré de peintures murales, et dont l'étage est consacré à une exposition permanente sur la Première Guerre mondiale.

### Enseignement
Bantouzelle relève de l'académie de Lille.

## Population et société

### Démographie

#### Évolution démographique
L'évolution du nombre d'habitants est connue à travers les recensements de la population effectués dans la commune depuis 1793. Pour les communes de moins de 10 000 habitants, une enquête de recensement portant sur toute la population est réalisée tous les cinq ans, les populations de référence des années intermédiaires étant quant à elles estimées par interpolation ou extrapolation. Pour la commune, le premier recensement exhaustif entrant dans le cadre du nouveau dispositif a été réalisé en 2004.

En 2022, la commune comptait 443 habitants, en évolution de +5,48 % par rapport à 2016 (Nord : +0,51 %, France hors Mayotte : +2,11 %).
| 1793 | 1800 | 1806 | 1821 | 1831 | 1836 | 1841 | 1846 | 1851 |
| ---- | ---- | ---- | ---- | ---- | ---- | ---- | ---- | ---- |
| 700  | 604  | 713  | 811  | 920  | 925  | 957  | 975  | 976  |

| 1856 | 1861  | 1866  | 1872  | 1876  | 1881  | 1886 | 1891  | 1896  |
| ---- | ----- | ----- | ----- | ----- | ----- | ---- | ----- | ----- |
| 984  | 1 072 | 1 084 | 1 084 | 1 051 | 1 040 | 998  | 1 004 | 1 019 |

| 1901 | 1906 | 1911 | 1921 | 1926 | 1931 | 1936 | 1946 | 1954 |
| ---- | ---- | ---- | ---- | ---- | ---- | ---- | ---- | ---- |
| 986  | 940  | 905  | 447  | 502  | 433  | 452  | 402  | 452  |

| 1962 | 1968 | 1975 | 1982 | 1990 | 1999 | 2004 | 2006 | 2009 |
| ---- | ---- | ---- | ---- | ---- | ---- | ---- | ---- | ---- |
| 443  | 415  | 386  | 375  | 356  | 386  | 396  | 400  | 408  |

| 2014 | 2019 | 2022 | - | - | - | - | - | - |
| ---- | ---- | ---- | - | - | - | - | - | - |
| 415  | 437  | 443  | - | - | - | - | - | - |

#### Pyramide des âges
La population de la commune est relativement jeune.
En 2018, le taux de personnes d'un âge inférieur à 30 ans s'élève à 38,9 %, soit en dessous de la moyenne départementale (39,5 %). À l'inverse, le taux de personnes d'âge supérieur à 60 ans est de 17,3 % la même année, alors qu'il est de 22,5 % au niveau départemental.
En 2018, la commune comptait 230 hommes pour 201 femmes, soit un taux de 53,36 % d'hommes, largement supérieur au taux départemental (48,23 %).
Les pyramides des âges de la commune et du département s'établissent comme suit.
| Hommes | Classe d’âge | Femmes |
| ------ | ------------ | ------ |
| 0,0    | 90 ou +      | 1,0    |
| 2,6    | 75-89 ans    | 5,4    |
| 14,2   | 60-74 ans    | 11,8   |
| 24,5   | 45-59 ans    | 24,5   |
| 19,3   | 30-44 ans    | 19,1   |
| 19,7   | 15-29 ans    | 13,7   |
| 19,7   | 0-14 ans     | 24,5   |

| Hommes | Classe d’âge | Femmes |
| ------ | ------------ | ------ |
| 0,5    | 90 ou +      | 1,4    |
| 5,3    | 75-89 ans    | 8,1    |
| 14,8   | 60-74 ans    | 16,2   |
| 19,1   | 45-59 ans    | 18,4   |
| 19,5   | 30-44 ans    | 18,7   |
| 20,7   | 15-29 ans    | 19,1   |
| 20,2   | 0-14 ans     | 18     |

## Culture locale  et patrimoine

### Lieux et monuments
- Blockhaus de la Première Guerre mondiale : 
Certains blockhaus construits  en octobre et novembre 1916 à Bantouzel  par l'armée allemande dans le cadre des ouvrages de la Ligne Hindenburg sont encore visibles dans le village[34].

- L'église Notre-Dame de l'Assomption, datant du XIXe siècle et décorée  de peintures murales réalisées par Jean-Marie Boda, inaugurées par John Littleton le 29 août 1994[35].

- Ferme Franqueville, 78 grand'rue[20].
- En mairie, exposition permanente sur la Première Guerre mondiale, ouverte les premiers dimanches du mois[36].

Un chemin de promenades & randonnées (PR) permet de découvrir les alentours du village et de rejoindre notamment l'ancienne abbaye de Vaucelles en passant par les berges du canal de Saint-Quentin.

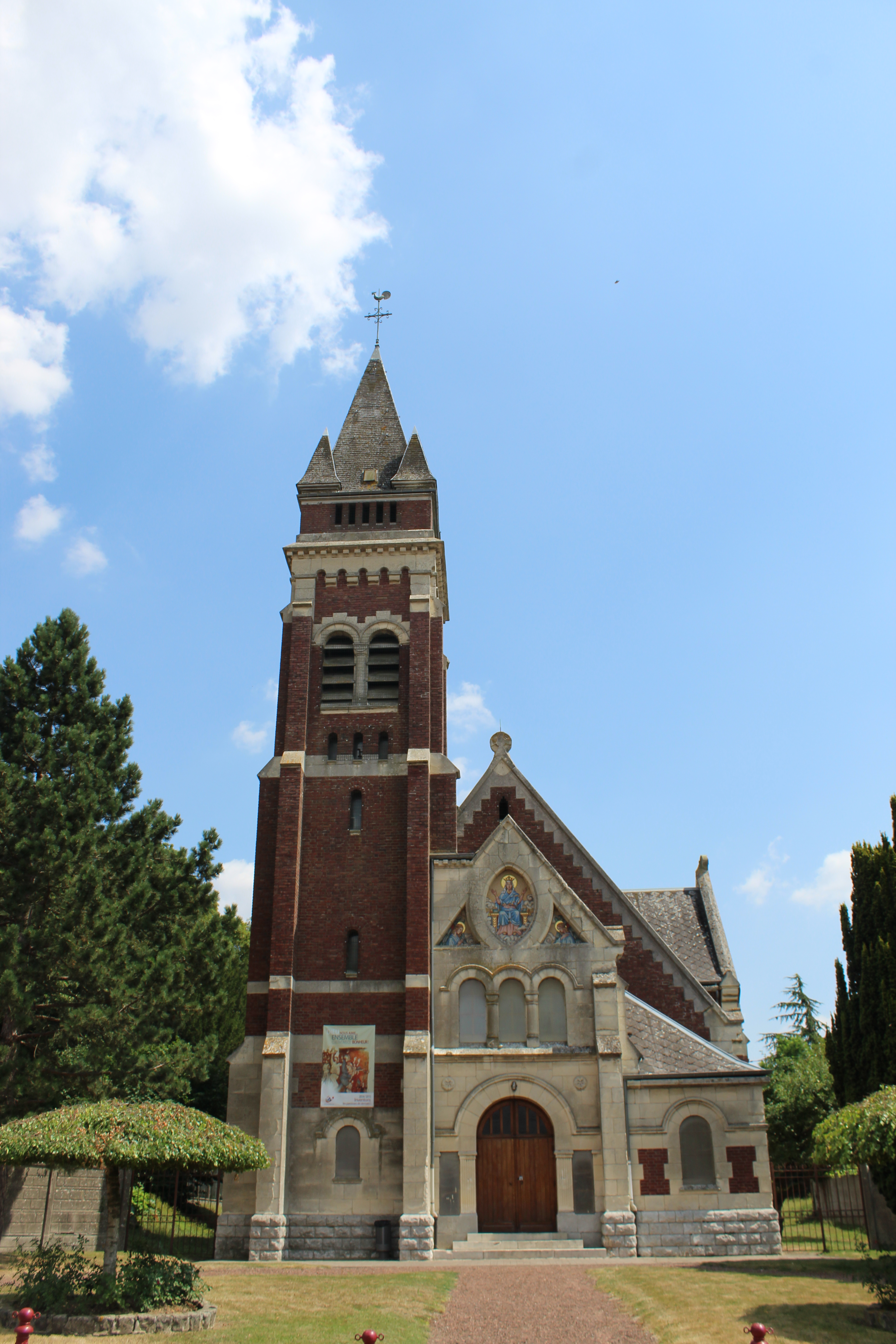
l'église.
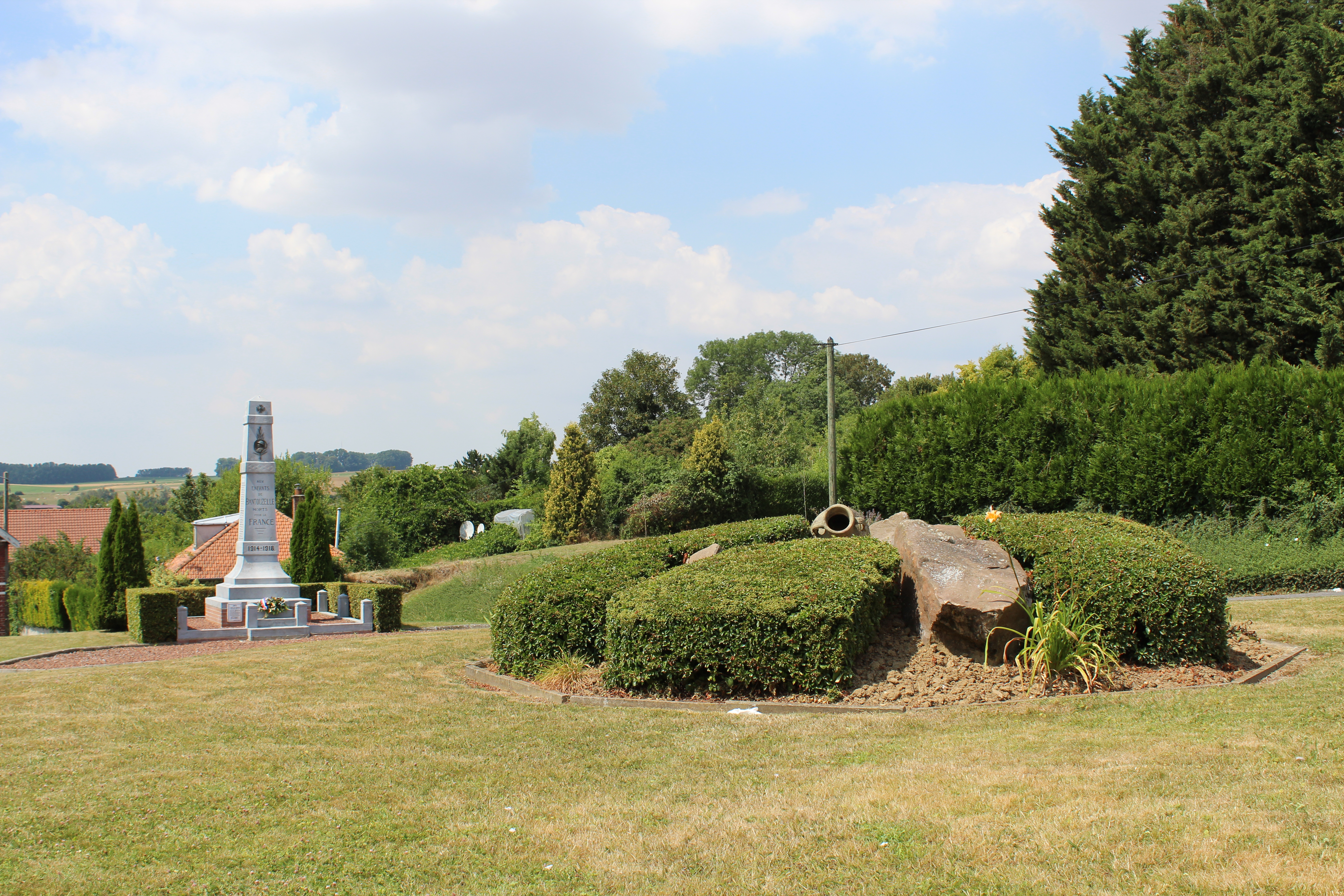
La place du monument.
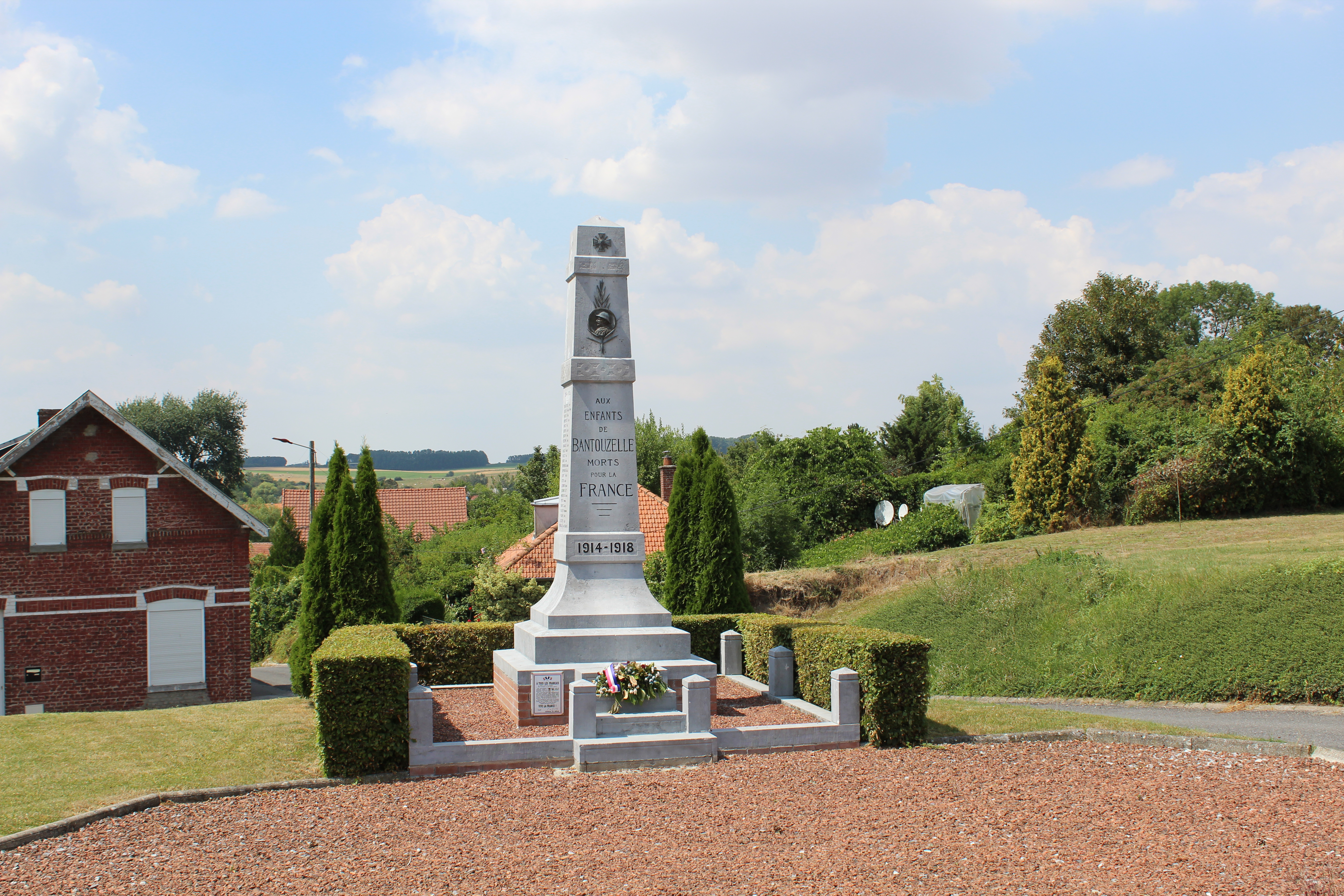
Le monument aux morts.

### Personnalités liées à la commune
Le nom de certains seigneurs nous est parvenu[réf. nécessaire] : 
- Hugues Le Leu seigneur de Bantouzel en 1096.
- Robert Leleu, sieur de Bantouzel, est mentionné dans une charte de 1132 pour avoir participé, avec Hugues d'Oisy, châtelain de Cambrai, à la réception des premiers moines de l'abbaye de Vaucelles[19].
- Au XIIIe siècle la seigneurie passe à la famille de Thourotte.

Une charte de 1132, dans laquelle on lit que. Il existe une chapelle
dédiée à la Vierge, objet d'un pèlerinage en l'honneur
de Notre-Dame. 

## Héraldique
| Blason de Bantouzelle | Blason  | D'azur à la bande d'or accompagnée de six besants du même mis en orle.                                           |
| Blason de Bantouzelle | Détails | Ces armoiries sont les mêmes que celles de la ville de Potelle. Le statut officiel du blason reste à déterminer. |

## Pour approfondir
.